# 瓜伊納沃
18°06′52″N 66°10′05″W / 18.11444°N 66.16806°W
瓜伊納沃 （英語），綽號有Ciudad de los Conquistadores、Pueblo del Carnaval Mabó和Primer Poblado de Puerto Rico，是美國屬土波多黎各的一個自治市，位於波多黎各島東北部內陸、聖胡安以西。面積70.2平方公里。2000年人口100,053人，是該島第八大城市。下分瓜伊納沃市和9區。
1769年建立。